# 曼彻斯特竞技场
曼彻斯特竞技场（英語：Manchester Arena）位于英国曼彻斯特市中心南部亨特斯班克（Hunts Bank）的室内竞技场，场馆大部分位于曼彻斯特维多利亚站中空空间上方。竞技场是英国观众容量最大的室内场馆，也是欧盟第二大场馆，座位数达21000个，可举办音乐会和拳击、游戏等体育赛事。场馆原计划是2000年夏季奥运会的举办场馆之一，但后来因英国申奥失败，转而举办2002年英联邦运动会。（即使2012年的倫敦申奧成功也未能成為場館之一）
2017年5月22日，美国流行唱作歌手亞莉安娜·格兰德在场馆举办危险女人巡回演唱会时遭遇自杀攻击，此次事件造成22人死亡，59人受伤。